# Haus Groß-Schonebeck
Die Burg Groß-Schonebeck sind die Reste einer hochmittelalterlichen Niederungsburg vom Typus einer Turmhügelburg (Motte), die aus einer Wallburg aus der Zeit der Karolinger entstanden ist. Sie liegt ca. 700 m nordöstlich des Ortes Appelhülsen in der Gemeinde Nottuln im Kreis Coesfeld in Nordrhein-Westfalen nördlich der Stever.

## Geschichte
Die Anfänge der Burg sind nicht in den historischen Urkunden überliefert. Eine Wallburg ist durch Lesefunde in das 8. Jahrhundert datiert. In ihrem Zentrum befindet sich der Hügel einer Motte, die ebenfalls nur durch Lesefunde in das 11. Jh. gesetzt werden kann. 
Erstmals erwähnt wurde die Burg Schonebeck schließlich 1270 im Sühnevertrag zwischen dem Münsteraner Bischof Gerhard von der Mark und den Brüdern Hermann und Dietrich von Schonebeck. Diese verpflichteten sich, den Platz, auf dem das durch Gerhard zerstörte „castellum in Wedelinc“ stand, nicht ohne Genehmigung des Bischofs wieder zu bebauen, was sie aber dennoch taten. Die Herren von Schonebeck erscheinen seit der zweiten Hälfte des 12. Jahrhunderts als Ministeriale des Bistums Münster, der Grafschaft Tecklenburg und der Herrschaft Steinfurt sowie als Mitglieder des Domkapitels von Münster. 1384 wurden die Besitztümer unter drei Brüdern aufgeteilt, die Burg wird dabei zweigeteilt und es entstand Haus Klein-Schonebeck. 1388 erteilten die Brüder Schonebeck ihren Gläubigern – Domdechant, Domkapitel, Bürgermeister und Rat der Stadt Münster – das Öffnungsrecht über die Burg. 1398 wurden Hof und Burg an den Bischof von Münster, den Domdechanten und das Domkapitel verkauft. In der Burg wurde ein Amtmann des Domkapitels installiert.
Nach 1400 entstand im nordwestlichen Teil des umgräfteten Bezirks das Amtshaus des Domkapitels in Form einer rechteckigen Kastellburg. Das heutige Hauptgebäude auf der Hauptinsel reicht im Kern in diese Zeit zurück, wurde aber mehrfach umgebaut. 1743 wurde ein Südflügel abgebrochen. Auf der Vorburg wurde um 1584 ein Gerichtsgebäude und wurden im 16./17. Jahrhundert zwei nach 1826 verschwundene Wirtschaftsbauten errichtet. 1528 wurde die Burgkapelle durch einen Neubau ersetzt, der 1791 abgebrochen wurde. Nach der Säkularisation wurde die Burg 1813 an die Familie von Hamm verkauft. 1832 erwarb sie der Herzog von Croÿ, 1977 die Familie Lohoff.

## Beschreibung
Die Wallburg besaß einen Durchmesser von ca. 420 m. Im Innern befinden sich zahlreiche teils konzentrische, teils gerade geführte Wälle und Grabensysteme, die sich nicht jeweils eindeutig einer Befestigungsphase zuordnen lassen. Südlich des an seiner Basis 20 m breiten Mottenhügels grenzen in geraden Linien geführte Wälle und Gräben ein etwa 2,5 ha großes Areal ab, das wohl den Standort einer der Burgen der Herren von Schonebeck umfasst. In diesem Bereich ist auch ein kleines umgräftetes Rechteck zu erkennen, das wahrscheinlich eine ehemalige Speicherinsel darstellt. Die Amtsburg des Spätmittelalters ist von einem breiten Wall mit Außengraben umgeben. Vom Amtshaus stehen noch das Hauptgebäude und auf der ehemaligen Vorburg das Gerichtsgebäude mit Treppenturm. Die Kapelle befand sich vermutlich ebenfalls hier.